# Festung Vaxholm
Koordinaten: 59° 24′ 11″ N, 18° 21′ 34″ O

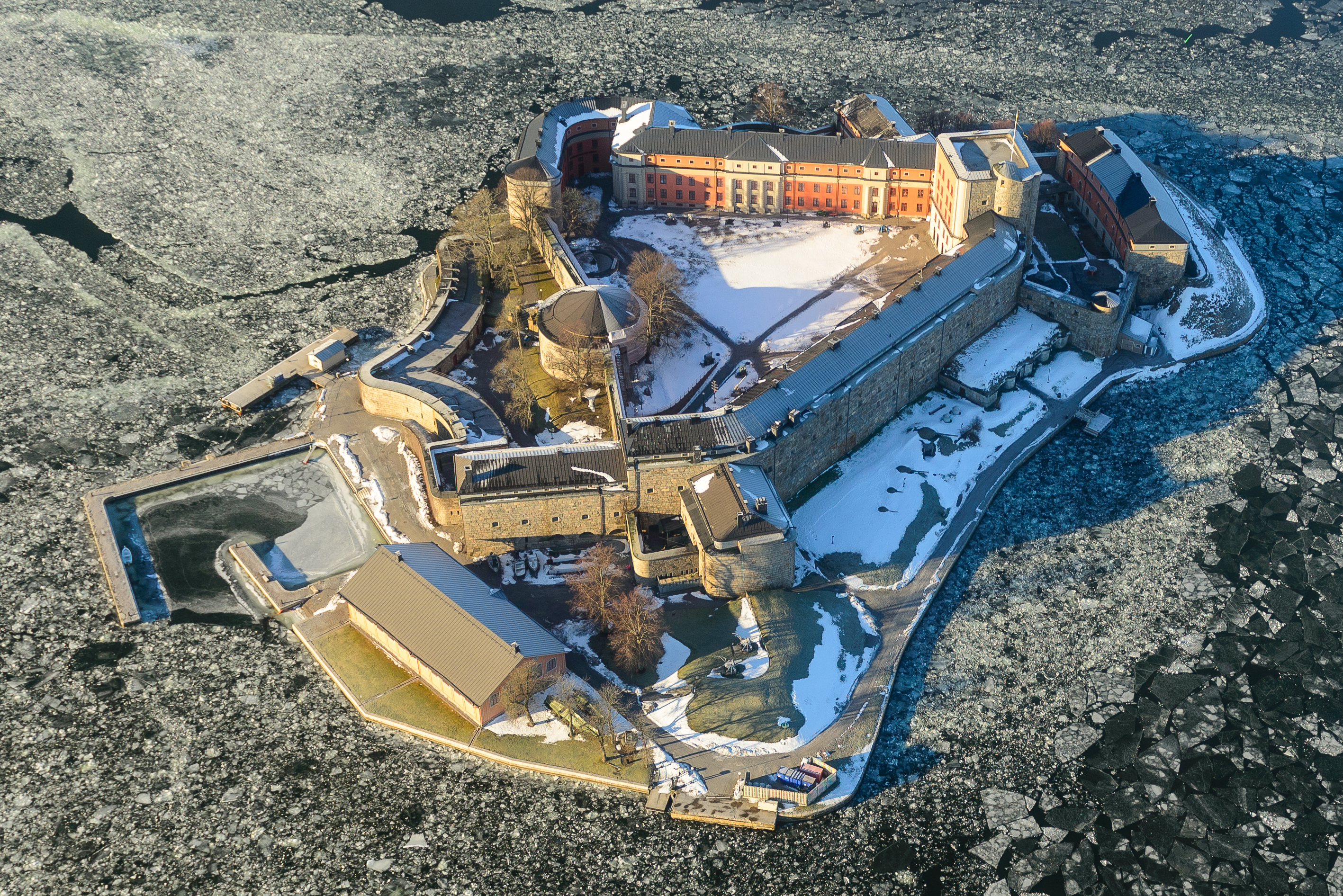
Die Festung Vaxholm

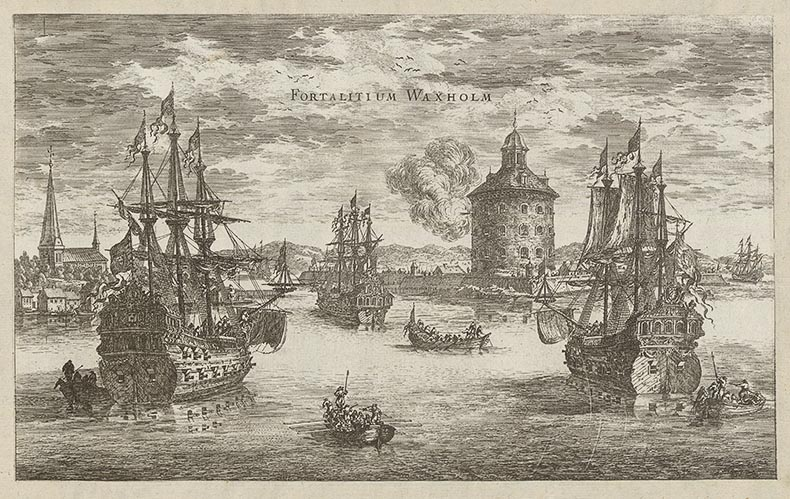
Vaxholms Festung nach einer Gravur von Erik Dahlberghs Suecia antiqua et hodierna

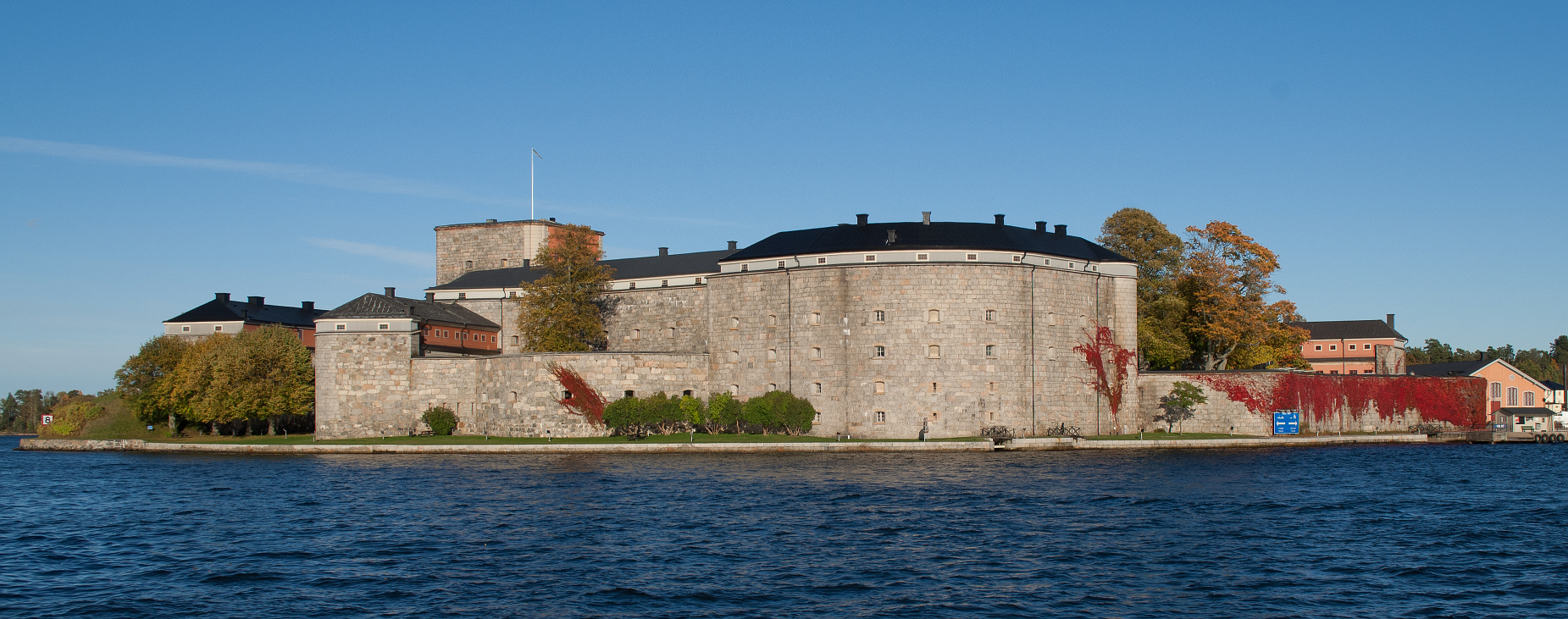
Die Festung von Vaxholm gesehen

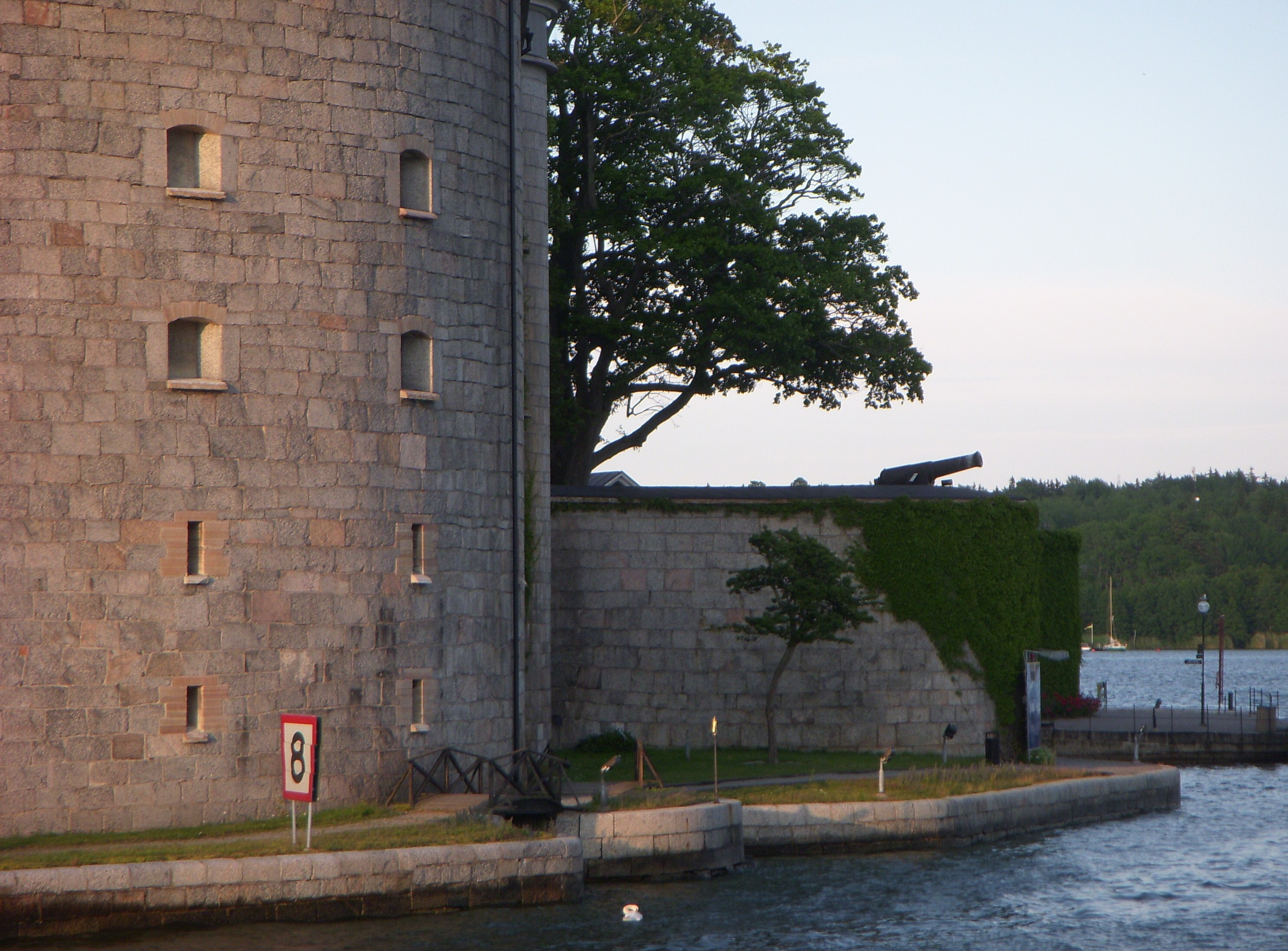
Festung Vaxholm

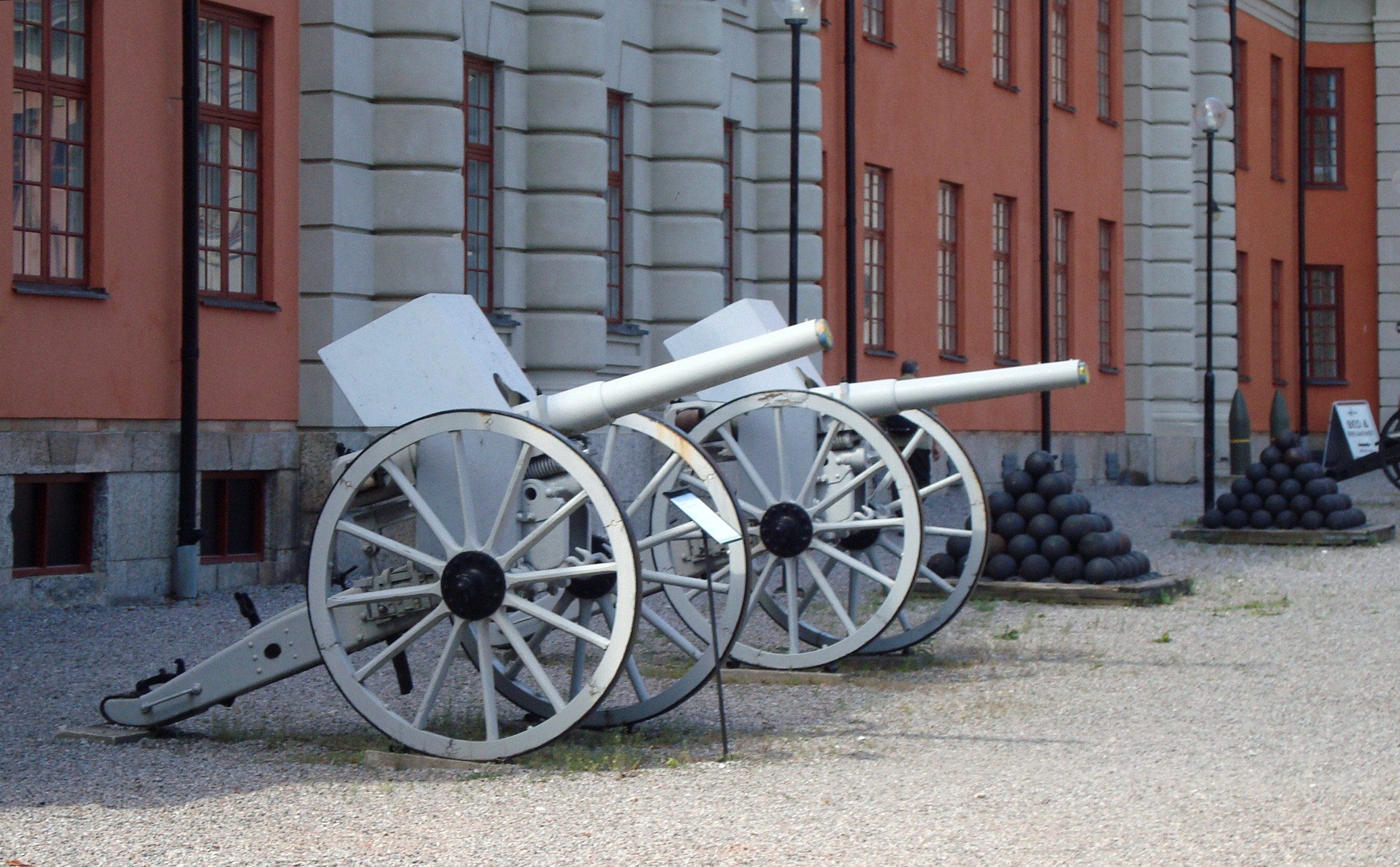
Kanonen im Innenhof

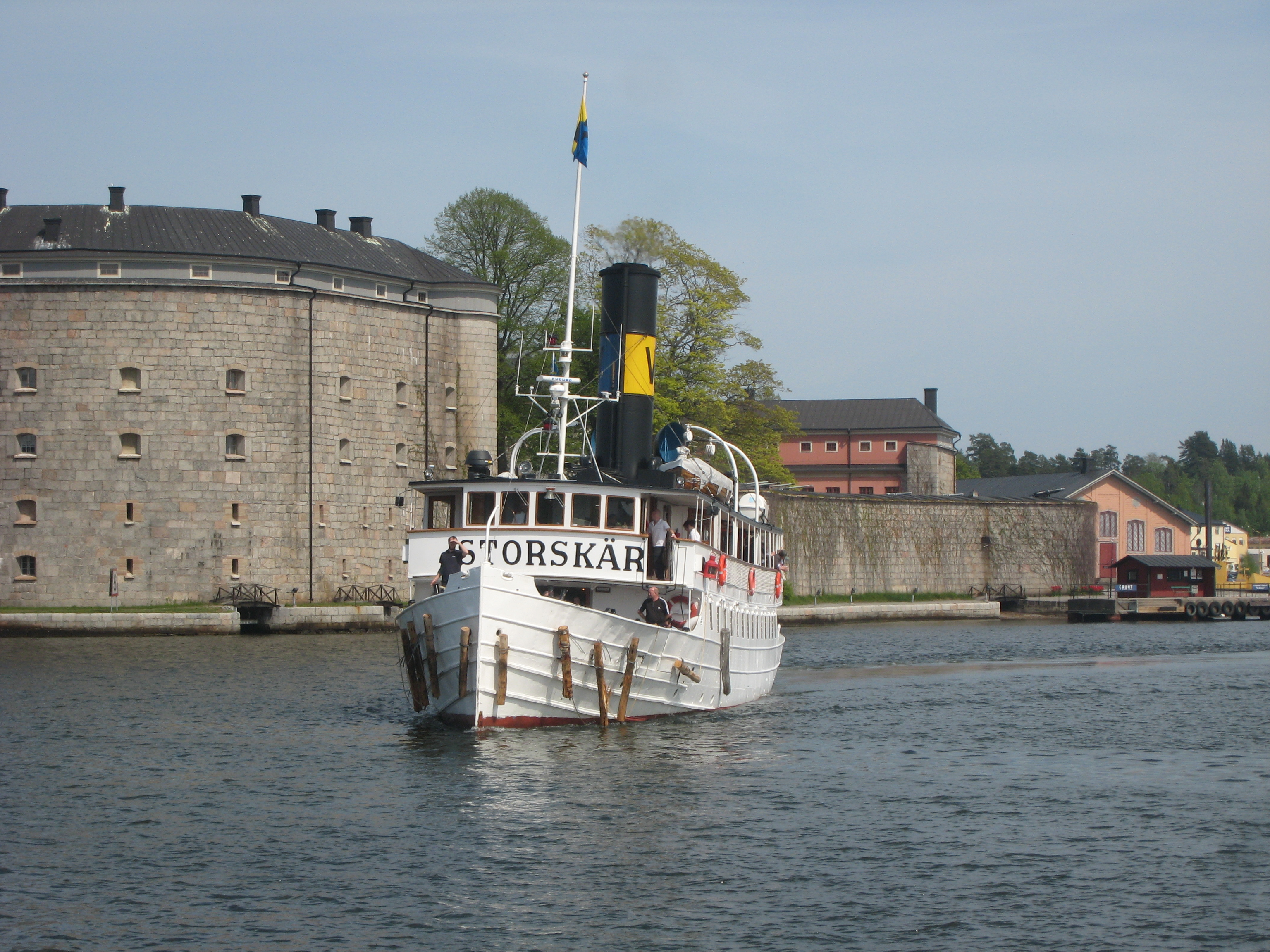
Das Schiff Storskär vor der Festung

Die Festung Vaxholm oder das Kastell Vaxholm ist eine inzwischen nicht mehr verwendete Befestigungsanlage auf der Insel Vaxholmen in der Nähe der Stadt Vaxholm im Schärengarten von Stockholm. Die Festung wurde im Jahr 1548 erbaut. Im Jahr 1604 wurde die Befestigung zusätzlich verstärkt und 1833 erfolgte ein vollständiger Umbau, welcher der Festung ihr heutiges Aussehen gab. Seit dem Jahr 1935 ist die Festung Vaxholm vom Statens fastighetsverk als staatliches Baudenkmal ausgewiesen.
Ab dem Jahr 1916 gehörte die Festung zu einer Befestigungslinie, welche sich beginnend von Värmdö über Rindö, die Festung Vaxholm, Vaxö, Edholma bis nach Lillskär erstreckte. Der Name dieser Linie war Vaxholmslinie.

## Geschichte
Schon frühzeitig erkannte man die strategische Bedeutung des Platzes für die Schifffahrtsroute nach Stockholm. Anfang des 16. Jahrhunderts ließ der Reichsverweser Svante Sture eine Feste auf Vaxholmen errichten. Beim Reichstag von Västerås (1527) im Jahr 1544 führte der schwedische König Gustav Wasa einen landesweiten Verteidigungsplan ein. In diesem war die zukünftige Festung auf Vaxholmen inbegriffen. Dies sollte in erster Linie dem Schutz Stockholms dienen, aber auch um Zoll von den passierenden Schiffen einzunehmen. Im Jahr 1548 wurde zu diesem Zweck die erste Befestigungsanlage errichtet. Diese bestand aus einem einfachen Fort, welches komplett aus Holz gebaut war. Den Platz für diese erste Festung suchte König Gustav Wasa selbst aus. In der Regierungszeit von Johann III. ersetzte man dieses Holzfort durch einen runden Wehrturm. Im Jahr 1604 wurde die Festung weiter ausgebaut und 1612, als die Befestigung einen dänischen Angriff gestoppt hatte, wurde diese mit Schutzwällen und anderen Befestigungsmaßnahmen rund um den Turm verstärkt.
In den nächsten zwei Jahrhunderten wurde die Anlage immer weiter ausgebaut. Ein Teil von diesen Erweiterungsmaßnahmen wurde jedoch nie beendet. Die Festung wurde in dieser Zeit überwiegend als Zollstation genutzt. Während der Russischen Verwüstungen im Jahr 1719 wurde die Befestigung von russischen Galeeren angegriffen, doch diese wurden mit einem Gegenangriff von der Festung zurückgeschlagen. Dabei kamen auch schwedische Kriegsschiffe zum Einsatz. Zusätzlich wurde die Zufahrt nach Stockholm mit Hindernissen versperrt. Das schwedische Geschwader bestand aus vier Kriegsschiffen, fünf Fregatten und 12 Galeeren, welche die Seezufahrt nach Stockholm sehr befriedigend versperrten.

## Das Kastell
Am 1. Februar 1808 überschritten russische Truppen im Rahmen des Russisch-Schwedischen Krieges die Grenze zu Finnland. Durch den darauf erfolgenden Frieden von Fredrikshamn am 17. September 1809 fielen die ehemals schwedischen Gebiete Finnland und Åland Russland zu. Bedingt durch diese Umstände, nahm die strategische Bedeutung der Festung Vaxholm wieder deutlich zu. Im Jahr 1833 begann man mit einem vollständigen Umbau der Festung, welcher ihr auch das heutige Aussehen verlieh. Verantwortlich für den Umbau war der schwedische Offizier Carl Fredrik Meijer. Die alte Befestigungsanlage inklusive des Turms wurden im Jahr 1833 vollständig abgerissen. Anstelle dieser wurde nun eine vollständig neue Anlage errichtet. Diese war nach einem damals sehr modernen System konzipiert, welches durch die Ideen der französischen Ingenieure Marc René Montalbert (1714 bis 1800) und Lazare Carnot (1753 bis 1823) inspiriert war. Als weiterer Ideengeber fungierte die Festung Karlsborg. Zentral an diesem Befestigungssystem waren der Turm und Bauten mit mehreren Etagen sowie Kanonen, die in beschusssicheren Kasematten aufgestellt waren. Das Mauerwerk der Festung war 2,20 Meter dick und der zentrale Turm, welcher über fünf Etagen verfügte, war in die so genannte nördliche Linie eingebaut, welche aus länglichen Gebäuden bestand. Diese dienten der etwa 1.200 Mann starken Besatzung als Kasernen. Der neuklassizistische Stil des Wehrturms erinnerte sehr an die Arbeiten Meijers an der Festung Karlsborg. Vor und an der Seite des Turms befanden sich Außenanlagen, Donjons und Kaponnieren. Ein Teil der Verteidigungsanlagen waren als Redoute ausgeführt, ähnlich wie bei der nordwestlichen Festung auf der Insel Rindö.
Der Umbau war im Jahr 1863 vollständig abgeschlossen. Doch bedingt durch den technischen Fortschritt bei der Entwicklung der Artillerie war die Festung zu diesem Zeitpunkt bereits veraltet. Im Jahr 1872 machte man die Probe aufs Exempel, als ein Panzerboot mit neuartiger Munition auf die Mauern der Festung schoss und diese von den Projektilen durchschlagen wurden. Gleichzeitig wurden die Schiffe mit der Zeit zu groß, um die enge Fahrtroute vor der Festung passieren zu können. Aus diesem Grund wurde der vorher unpassierbar gemachte Oxdjupet wieder freigebaggert und gleichzeitig die Festung Oskar-Fredriksborg an der neuen Fahrtroute errichtet. Die Festung Vaxholm verlor nun immer mehr an militärischer Bedeutung. Der gemeinsame Name aller Befestigungsanlagen an der Zufahrt nach Stockholm war ab 1942 Festung Vaxholm.
Die Festung Vaxholm war eine Zwischenstation der optischen Telegrafenlinie zwischen Söderarm und dem Schloss von Stockholm. Im Museum gibt es noch einen Teil der Steuerung zu sehen, mit dem Abraham Niclas Edelcrantz den optischen Telegrafen manövrierte.

## Gefängnis
Die Festung wurde während des 18. und 19. Jahrhunderts als Gefängnis benutzt. Unter den Gefangenen befanden sich unter anderem der Publizist Magnus Jacob Crusenstolpe und der General Georg Carl von Döbeln. Ein Kuriosum ist, dass der Vater von Pippi Langstrumpf in dem Film Pippi in Taka-Tuka-Land hier gefangen gehalten wurde. Die Festung diente damals als Kulisse für eine Seeräuberburg.

## Name
Der Ursprung des Namens Vaxholm ist nicht genau geklärt. Die am weitesten verbreitete Theorie besagt, dass der Name von dem schwedischen Wort Vaktsholm (deutsch Insel auf der man Wache steht) stammt.

## Heute
Heute befindet sich in der Festung Vaxholm ein Festungsmuseum, das unter anderem Ausstellungen über Schwedens Küstenverteidigung, dem früheren Leben in der Festung, dem Gefängnis und der Bereitschaft im Schärengarten während des Zweiten Weltkriegs zeigt. Seit dem Jahr 1935 ist die Festung als staatliches Baudenkmal ausgewiesen und wird vom schwedischen Staat verwaltet. Die Festung wird heute von der schwedischen Familie Himmelstrand bewohnt.